# تنظيف الأرضيات

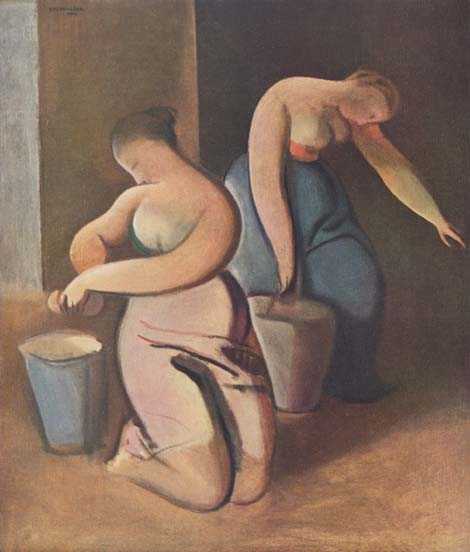

تنظيف الأرضيات هي مهنة رئيسية في جميع أنحاء العالم. ومن المهام الرئيسية لمعظم عمال النظافة.

## أسباب تنظيف الأرضيات
الأسباب الرئيسية لتنظيف الأرضيات هي: منع الإصابات الناتجة عن التعثر أو الانزلاق. إذ تعد الإصابات الناجمة عن التعثر أو الانزلاق من الأسباب الرئيسية للإصابات العرضية أو الموت. الممارسات السيئة في اثناء تنظيف الأرضية هي بحد ذاتها سبب رئيسي للحوادث.
```
ومن الأسباب الأخرى:
```

- تجميل الأرضية.
- إزالة البقع، الأوساخ، والقمامة.
- إزالة الحصر والرمال التي تسبب خدش وتآكل السطح.
- إزالة المواد المسببة للحساسية، وخاصة الغبار.
- منع تآكل السطح (مثلا باستخدام شمع الأرضية أو مانع التسرب). •	لجعل البيئة نظيفة (على سبيل المثال في المطابخ). •	للحفاظ على الجر الأمثل (على سبيل المثال في أرضيات الرقص)

## طرق تنظيف الأرضيات
يتم تنظيف الأنواع المختلفة من الأرضيات بطرق مختلفة جدا. الانزلاق هو خطر شائع وخاصة إذا تركت الأرضية مبللة. تستخدم نشارة الخشب في بعض أنواع الأرضيات وذلك لامتصاص أي سوائل قد تسقط بدلا من منع انسكابها. يتم تجفيف واستبدال نشارة الخشب واستبدالها كل يوم. وكان هذا شائعا في الماضي في الحانات ولايزال يستخدم في محلات الجزارة واماكن بيع السمك. كان من الشائع استخدام اوراق الشاي لجمع الأوساخ وإزالة الروائح عن السجاد. وهناك أيضا مجموعة واسعة من آلات تنظيف الأرضيات المتاحة اليوم مثل ملمعات الأرضيات، وأجهزة تنظيف الأرضيات الأوتوماتيكية.

### الأرضيات الخشبية
أنواع مختلفة من الأراضي الخشبية قد تتطلب رعاية مختلفة تماما اعتمادا على ما إذا كانت مغطاة بالشمع، أو الزيت أو طلاء بولي يوريثين. من المهم تحديد تاريخ صلاحية الأرضية الخشبية والتعامل معها بطريقة صحيحة، على سبيل المثال تنظيف الأرضية الخشبية المغطاة بالشمع تنظيفها أصعب من تنظيف الأرض الخشبية المغطاة ببولي يوريثين. وهذه تعليمات تنظيف بسيطة:  1.	ازل من على الأرضية أي أثاث سهل التحرك 2.	اكنس الغبار والبقايا من على الأرضية 3.	امسح الأرضية، بالسير مع تجزع الخشب بالنسبة إلى الأرضية المغطاة بالبولي يوريثين، بلل الممسحة وضع بضع قطرات من سائل تنظيف الصحون. قم بالمسح ذهابا وايابا، ولا تستخدم الماء للأرضيات المطلية لأنها قد تلطخ الخشب وتسبب التواء. لمع الأرضية باستخدام قطعة قماش ناعمة لإزالة أي بقايا من الصابون. تعد قطعة القماش مفيدة جدا للتلميع إذا كانت ناعمة وقابلة للإمتصاص.

### البلاط والحجر
ارضيات البلاط والحجر شائعة في المطابخ والسلالم والحمامات. يمكن تقسيم عملية تنظيف الأراضي المغطية بالحجر والبلاط إلى ثلاث خطوات: 1.	ينبغي إزالة الأوساخ والغبار اولا باستخدام مكنسة كهربائية أو مكنسة عادية. 2.	امتلاك محلول تنظيف الأرضية أو زجاجة رذاذ للأرضية المناسبة. إذا كنت تقوم بتنظيف الأراضي الحجرية (الرخام والجرانيت والحجر الجيري). تأكد من ان مادة التنظيف المستعملة مناسبة للحجارة. محلول التنظيف الحمضي يمكن استخدامه على أرضيات الخزف والسيراميك. 3.	بعد رش الأرضيات والبلاط في منطقة صغيرة، استخدم الممسحة لتنظيف الأرضية وفركها